# Razaj
Razaj (persiska: رزج, رَزَچ) är en ort i Iran.   Den ligger i provinsen Hamadan, i den nordvästra delen av landet, 230 km väster om huvudstaden Teheran. Razaj ligger 1 758 meter över havet och antalet invånare är 335.
Terrängen runt Razaj är kuperad åt sydost, men åt nordväst är den platt. Runt Razaj är det ganska tätbefolkat, med 179 invånare per kvadratkilometer. Närmaste större samhälle är Qahāvand, 13,5 km väster om Razaj. Trakten runt Razaj består i huvudsak av gräsmarker.